# Dorian Marchant
Dorian Marchant (Antwerpen, 24 april 1993) is een Belgisch basketballer.

## Carrière
Marchant speelde in de jeugd voor Olicsa Antwerpen voordat hij de jeugdreeksen doorliep bij de Antwerp Giants waar hij in 2012 zijn debuut maakte in de hoogste klasse. Hij speelde langzaam gedurende zijn jaren bij de Giants meer en meer met in het seizoen 2016/17 een seizoen waar hij 32 wedstrijden speelde. Hij maakte de overstap naar Spirou Charleroi waar hij twee seizoenen mee als basisspeler doorbracht. 
In 2019 maakte hij de overstap naar Okapi Aalstar waar hij nog steeds deel uitmaakte van het eerste team maar minder speelde dan voordien, hij tekende in 2020 een contractverlenging. In juni 2024 besloot Marchant om te vertrekken bij Okapi Aalst en tekende bij Kangoeroes Mechelen. Na een seizoen in Mechelen tekende hij bij derdeklasser Basics Melsele.

## Erelijst
- BNXT League-kampioen: 2025